# 伊列
伊列。中国古代史料提到的西域河名、地名。
伊列当在今新疆维吾尔自治区伊犁河一带。匈奴郅支单于得到乌孙、大宛两国，北击伊列，西取安息。晋朝时有伊列国，指伊犁河及以河为名的政权。唐朝时作伊丽水，又名帝帝河。西突厥乙毗咄陆可汗之时，以伊列河为界，先后与咥利失可汗、乙毗沙钵罗叶护可汗分统其国。